# Список глав Того

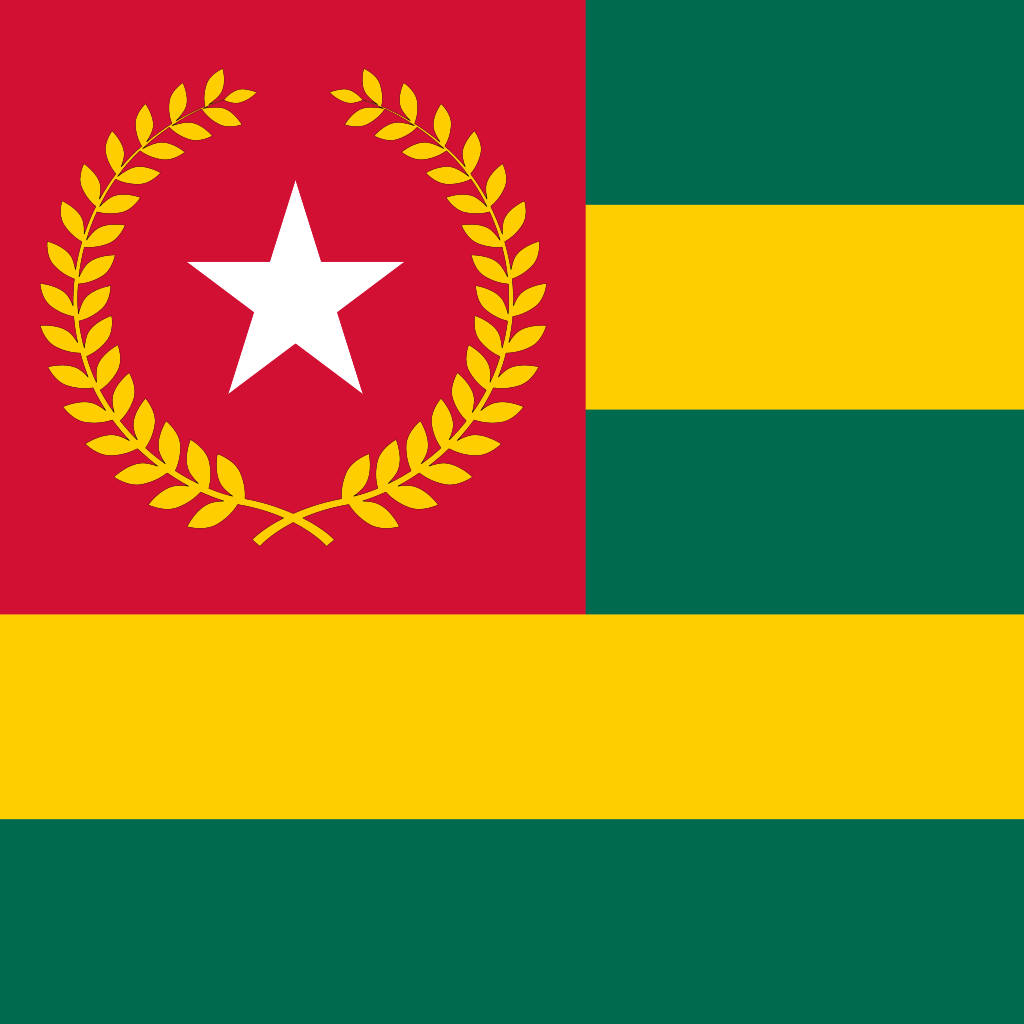
Штандарт президента Тоголезской Республики

Список глав Того включает лиц, являвшимися таковыми в государстве Того, включая глав правительства этой республики в период её конституционного единства с Четвёртой и Пятой Французскими республиками до 27 апреля 1960 года, когда страна была провозглашена независимой с прекращением режима опеки ООН.
В настоящее время государство возглавляет президент республики (официально Президент Тоголезской Республики, фр. Président de la République togolaise). Согласно новой, пятой по счёту,  конституции страны, вступившей в силу 6 мая 2024 года, полномочия президента были ограничены в пользу правительства и его главы (президент Совета министров Тоголезской Республики, фр. Président du Conseil des Ministres de la République togolaise), их срок сокращён с пяти до четырёх лет, неограниченное право переизбрания на пост заменено однократным, прямые всеобщие выборы заменены избранием членами Национального собрания.
Применённая в первом столбце таблицы нумерация является условной. Также условным является использование в первом столбце цветовой заливки, служащей для упрощения восприятия принадлежности лиц к различным политическим силам без необходимости обращения к столбцу, отражающему партийную принадлежность. Также отражён различный характер полномочий главы государства (например, единый срок нахождения во главе государства Силвануса Олимпио в 1958—1963 годах разделён на периоды, когда он являлся премьер-министром, премьер-министром и главой государства и, наконец, президентом республики). В столбце «Выборы» отражены состоявшиеся выборные процедуры или иные основания, по которым лицо стало главой государства. Наряду с партийной принадлежностью, в столбце «Партия» также отражёна принадлежность к вооружённым силам, если они играли самостоятельную политическую роль.

## Обзор
29 августа 1956 года Французское Того, подопечная территория ООН под управлением Франции, имеющая статус «ассоциированной территории» (фр. territoire associé), по декрету французского правительства стала Автономной Республикой Того (фр. République autonome du Togo). Референдум, проведённый 28 октября 1956 года с целью подтверждении автономного статуса Того в составе Французского Союза, не был признан Генеральной ассамблеей ООН, поскольку не содержал варианта получения страной независимости. ООН сохранило свою опеку над территорией, сохраняющееся конституционное единство Того с Францией поддерживалось назначаемым из Парижа верховным комиссаром Французской Республики (фр. Haut Commissaire de la République). 27 февраля 1958 года Франция изменила статус Республики Того (фр. République du Togo) и 27 апреля 1958 года провела парламентские выборы, победу на которых одержал националистический Комитет единства Того во главе с Сильванусом Олимпио, ставшим премьер-министром Того. 27 апреля 1960 года Того прервало конституционное единство с Францией, премьер-министр С. Олимпио был объявлен главой государства (фр. Chef d'état), получившего название Тоголезская Республика (фр. République togolaise). После победы на выборах, прошедших 9 апреля 1961 года одновременно с референдумом, на котором была одобрена конституция, устанавливающая режим президентской республики, 25 апреля 1961 года он принял президентскую присягу. В ходе военного переворота, первого в истории независимых африканских государств к югу от Сахары, произошедшего 13 января 1963 года, президент С. Олимпио был убит (лично сержантом Этьенном Эйадема, позже ставшим главой государства). Первоначально власть перешла к Военному комитету восстания (фр. Comité Insurrectionnel Militaire), но 15 января 1963 года военные передали её временному правительству, сформированному вернувшимся из эмиграции лидером оппозиционного Демократического союза населения Того Николасом Грюницким.
На выборах, прошедших 5 мая 1963 года (вновь одновременно с референдумом, на котором было одобрено создание однопалатного Национального собрания), Н. Грюницкий победил как единый кандидат от созданной им 4-партийной коалиции. 13 января 1967 года после длительных переговоров начальник штаба национальной армии подполковник Э. Эйадема добился отставки Н. Грюницкого, что стало бескровным переворотом. Действие конституции было прекращено, парламент распущен. На следующий день был сформирован Комитет национального примирения (фр. Comité national de réconciliation) во главе с полковником Клебером Даджо (единственным среди 8 членов комитета представителем армии), призванный провести в течение 3 месяцев выборы. По истечении 14 апреля 1967 года 3-месячного срока при поддержке Франции без проведения выборов президентом был объявлен Э. Эйадема. 30 апреля 1969 года он основал Объединение тоголезского народа, ставшее единственной легальной партией в стране, в 1972 году заручился поддержкой свои президентских полномочий на референдуме. Конституция, одобренная на референдуме 30 декабря 1979 года, законодательно закрепила однопартийную систему. Партия сохранила своё доминирование в стране и после отмены положения об однопартийности на референдуме 27 сентября 1992 года, преодолев попытку её запрета.
После смерти 5 февраля 2005 года Г. Эйадемы исполняющим обязанности президента при поддержке военных был объявлен его сын Фор Эссозимна Гнассингбе, — для придания этому законности Национальное собрание Того 6 февраля избрало его своим председателем, — однако под давлением ЭКОВАС, ЕС, Африканского Союза и ООН 25 февраля 2005 года он подал в отставку с этого поста, обеспечив избрание на него (с полномочиями временного президента страны) своего соратника Аббаса Бонфо. 25 апреля 2005 года Ф. Гнассингбе выиграл президентские выборы, в последующем переизбирался ещё трижды. В 2012 году по инициативе президента Объединение тоголезского народа было преобразовано в Союз за республику. После конституционных изменений 2024 года, придавших посту президента республики церемониальный статус, Национальным собранием на него был избран представитель оппозиции Жан-Люсьен Сави де Тове.

## Список
|                | Портрет                         | Имя (годы жизни) | Полномочия       | Полномочия      | Партия                                     | Выборы                                                                        | Должность                                                                                       | Пр.           |
| Начало         | Портрет                         | Имя (годы жизни) | Окончание        |                 | Партия                                     | Выборы                                                                        | Должность                                                                                       | Пр.           |
| -------------- | ------------------------------- | --- | ---------------- | --------------- | ------------------------------------------ | ----------------------------------------------------------------------------- | ----------------------------------------------------------------------------------------------- | ------------- |
| —              |                                 | Николас Адор Грюницкий (1913—1969) фр. Nicolas Ador Grunitzky                                                                                     | 10 сентября 1956 | 16 мая 1958     | Партия прогресса Того                      | 1955                                                                          | премьер-министр фр. Premier Ministre                                                            | [ 14 ]        |
| —              |                                 | Сильванус Эпифанио Квами Олимпио (1902—1963) фр. Sylvanus Epiphanio Kwami Olympio                                                                 | 16 мая 1958      | 27 апреля 1960  | Комитет единства Того                      | 1958                                                                          | премьер-министр фр. Premier Ministre                                                            | [ 15 ] [ 16 ] |
| 1 (I—II)       | 27 апреля 1960                  | Сильванус Эпифанио Квами Олимпио (1902—1963) фр. Sylvanus Epiphanio Kwami Olympio                                                                 | 25 апреля 1961   | [ комм. 4 ]     | Комитет единства Того                      | премьер-министр, глава государства фр. Premier Ministre, Chef d'état          |                                                                                                 | [ 15 ] [ 16 ] |
| 1 (I—II)       | 25 апреля 1961                  | Сильванус Эпифанио Квами Олимпио (1902—1963) фр. Sylvanus Epiphanio Kwami Olympio                                                                 | 13 января 1963   | 1961            | Комитет единства Того                      | президент республики фр. Président de la République                           |                                                                                                 | [ 15 ] [ 16 ] |
| —              |                                 | сержант Эммануэль Боджолле (1928—) фр. Emmanuel Bodjollé                                                                                          | 13 января 1963   | 15 января 1963  | военный                                    | [ комм. 6 ]                                                                   | глава Военного комитета восстания фр. Chef du Comité Insurrectionnel Militaire                  | [ 17 ]        |
| —              |                                 | Николас Адор Грюницкий (1913—1969) фр. Nicolas Ador Grunitzky                                                                                     | 15 января 1963   | 10 мая 1963     | Демократический союз тоголезского народа   | [ комм. 7 ]                                                                   | президент временного правительства фр. Président du Gouvernement Provisoire                     | [ 14 ] [ 18 ] |
| 2              | 10 мая 1963                     | Николас Адор Грюницкий (1913—1969) фр. Nicolas Ador Grunitzky                                                                                     | 13 января 1967   | 1963            | Демократический союз тоголезского народа   | президент республики фр. Président de la République                           |                                                                                                 | [ 14 ] [ 18 ] |
| —              |                                 | полковник Клебер Даджо (1914—1988) фр. Kléber Dadjo                                                                                               | 14 января 1967   | 14 апреля 1967  | военный                                    | [ комм. 10 ]                                                                  | президент Комитета национального примирения фр. Président du Comité de Réconciliation Nationale | [ 19 ]        |
| 3 (I—VII)      |                                 | генерал армии Гнассингбе Эйадема (1937—2005) фр. Gnassingbé Eyadema до 8 мая 1974 года — Этьенн Гнассингбе Эйадема фр. Étienne Gnassingbé Eyadéma | 14 апреля 1967   | 9 января 1972   | военный                                    | [ комм. 11 ]                                                                  | президент республики фр. Président de la République                                             | [ 6 ] [ 20 ]  |
|                | Объединение тоголезского народа | генерал армии Гнассингбе Эйадема (1937—2005) фр. Gnassingbé Eyadema до 8 мая 1974 года — Этьенн Гнассингбе Эйадема фр. Étienne Gnassingbé Eyadéma | 14 апреля 1967   | 9 января 1972   |                                            | [ комм. 11 ]                                                                  | президент республики фр. Président de la République                                             | [ 6 ] [ 20 ]  |
| 9 января 1972  | 13 января 1980                  | генерал армии Гнассингбе Эйадема (1937—2005) фр. Gnassingbé Eyadema до 8 мая 1974 года — Этьенн Гнассингбе Эйадема фр. Étienne Gnassingbé Eyadéma | 1972             |                 |                                            |                                                                               | президент республики фр. Président de la République                                             | [ 6 ] [ 20 ]  |
| 13 января 1980 | январь 1987                     | генерал армии Гнассингбе Эйадема (1937—2005) фр. Gnassingbé Eyadema до 8 мая 1974 года — Этьенн Гнассингбе Эйадема фр. Étienne Gnassingbé Eyadéma | 1979             |                 |                                            |                                                                               | президент республики фр. Président de la République                                             | [ 6 ] [ 20 ]  |
| январь 1987    | сентябрь 1993                   | генерал армии Гнассингбе Эйадема (1937—2005) фр. Gnassingbé Eyadema до 8 мая 1974 года — Этьенн Гнассингбе Эйадема фр. Étienne Gnassingbé Eyadéma | 1986             |                 |                                            |                                                                               | президент республики фр. Président de la République                                             | [ 6 ] [ 20 ]  |
| сентябрь 1993  | 24 июля 1998                    | генерал армии Гнассингбе Эйадема (1937—2005) фр. Gnassingbé Eyadema до 8 мая 1974 года — Этьенн Гнассингбе Эйадема фр. Étienne Gnassingbé Eyadéma | 1993             |                 |                                            |                                                                               | президент республики фр. Président de la République                                             | [ 6 ] [ 20 ]  |
| 24 июля 1998   | 20 июня 2003                    | генерал армии Гнассингбе Эйадема (1937—2005) фр. Gnassingbé Eyadema до 8 мая 1974 года — Этьенн Гнассингбе Эйадема фр. Étienne Gnassingbé Eyadéma | 1998             |                 |                                            |                                                                               | президент республики фр. Président de la République                                             | [ 6 ] [ 20 ]  |
| 20 июня 2003   | 5 февраля 2005                  | генерал армии Гнассингбе Эйадема (1937—2005) фр. Gnassingbé Eyadema до 8 мая 1974 года — Этьенн Гнассингбе Эйадема фр. Étienne Gnassingbé Eyadéma | 2003             |                 |                                            |                                                                               | президент республики фр. Président de la République                                             | [ 6 ] [ 20 ]  |
| 4 (I)          |                                 | Фор Эссозимна Гнассингбе (1966—) фр. Faure Essozimna Gnassingbé                                                                                   | 6 февраля 2005   | 25 февраля 2005 | [ комм. 15 ]                               | [ 21 ] [ 22 ]                                                                 | президент республики фр. Président de la République                                             |               |
| и. о.          |                                 | хаджи Абас Бонфо (1948—2021) фр. Abass Bonfoh | 25 февраля 2005  | 4 мая 2005      | [ комм. 16 ]                               | исполняющий обязанности президента фр. Président de la République par intérim | [ 11 ] [ 23 ]                                                                                   |               |
| 4 (II—V)       |                                 | Фор Эссозимна Гнассингбе (1966—) фр. Faure Essozimna Gnassingbé                                                                                   | 4 мая 2005       | 3 мая 2010      | 2005                                       | президент республики фр. Président de la République                           | [ 21 ] [ 22 ]                                                                                   |               |
| 4 (II—V)       | 3 мая 2010                      | Фор Эссозимна Гнассингбе (1966—) фр. Faure Essozimna Gnassingbé                                                                                   | 22 мая 2015      | 2010            |                                            | президент республики фр. Président de la République                           | [ 21 ] [ 22 ]                                                                                   |               |
|                | 3 мая 2010                      | Фор Эссозимна Гнассингбе (1966—) фр. Faure Essozimna Gnassingbé                                                                                   | 22 мая 2015      | 2010            | Союз за республику                         | президент республики фр. Président de la République                           | [ 21 ] [ 22 ]                                                                                   |               |
| 22 мая 2015    | 3 мая 2020                      | Фор Эссозимна Гнассингбе (1966—) фр. Faure Essozimna Gnassingbé                                                                                   | 2015             |                 |                                            | президент республики фр. Président de la République                           | [ 21 ] [ 22 ]                                                                                   |               |
| 3 мая 2020     | 3 мая 2025                      | Фор Эссозимна Гнассингбе (1966—) фр. Faure Essozimna Gnassingbé                                                                                   | 2020             |                 |                                            | президент республики фр. Président de la République                           | [ 21 ] [ 22 ]                                                                                   |               |
| 5              |                                 | Жан-Люсьен Кваси Ланьо Сави де Тове (1939—) фр. Jean-Lucien Kwassi Lanyo Savi de Tové                                                             | 3 мая 2025       | действующий     | Панафриканская патриотическая конвергенция | президент республики фр. Président de la République                           | 2025                                                                                            | [ 13 ]        |